# 2Б14
2Б14 «Поднос» — советский 82-мм миномёт, стреляющий теми же снарядами, что и 2Б9 «Василёк». Создавался для подавления живой силы и огневых средств противника в поддержку моторизованным частям. Он незаменим в ближнем бою при уничтожении противника в окопах и складках местности, за обратными скатами высот, домами и заборами.

## История
Миномёт был разработан одним из КБ Горьковского машиностроительного завода. Полигонные испытания миномёт 2Б14 прошёл в войне в Афганистане.
В 1984 году на вооружение Советской Армии была принята транспортная машина 2И27 на шасси УАЗ-469 (для транспортировки 82-мм миномёта 2Б14 с боезапасом и комплектом ЗИП).
В дальнейшем, был разработан самоходный миномёт 2К21-2 на базе МТ-ЛБ (помимо 82-мм миномёта 2Б14 «Поднос» вооружённый 12,7-мм зенитным пулемётом «Корд»).

## Описание
Миномёт 2Б14-1 создан по схеме мнимого треугольника. Ствол миномёта — гладкостенная труба с навинченным казёнником.
Опорная плита круглой формы представляет собой штампованную конструкцию с приваренными снизу грунтозацепами. В походном положении миномёт разбирается и переносится или перевозится в трёх вьюках.

## ТТХ
Массо-габаритные характеристики
- Масса миномёта в боевом положении, кг — 42
- Масса вьюков в походном, кг
  - вьюк ствола — 16,2
  - вьюк опорной плиты — 17
  - вьюк двуноги — 13,9

Огневые и баллистические характеристики
- Калибр, мм — 82
- Вес осколочной мины, кг — 3,14
- Скорострельность, выстр./мин
  - с исправлением наводки — 15
  - без исправления наводки — 22
- Угол возвышения, град. — +45° … +85°
- Угол горизонтального наведения, град. 
  - без перестановки двуноги — ±4°,
  - с перестановкой двуноги — 360°
- Кучность стрельбы по дальности, Вд/Х — н/д
- Кучность стрельбы по боку, Вб, м — н/д
- Максимальная дальность стрельбы, м:
  - с дальнобойным зарядом — 3922,
  - с полным переменным зарядом — 3100
- Минимальная дальность стрельбы, м — 85
- Скорость перевозки в машине по шоссе, км/ч — до 100

## Варианты и модификации
- 82-мм миномёт 2Б14 — принят на вооружение советской армии в 1983 году.
- 82-мм миномёт 2Б14-1
- 82-мм миномёт КБА48М — украинская модификация, разработанная в 1997 году[2] конструкторским бюро «Артиллерийское вооружение», масса миномёта уменьшена до 35 кг за счёт применения титановых сплавов[3].
- 82-мм миномёт КБА48М1[4] — модификация миномёта КБА48М, установленная на мотоцикл «Днепр-16М». Демонстрационный образец был представлен 4 апреля 2015 года ГК «Укроборонпром» на полигоне Национальной гвардии Украины в селе Новые Петровцы Киевской области[5]

## Страны-эксплуатанты
- Афганистан — 521 единица на вооружении, на 2016 год. Оцениваются как небоеспособные[6]
- Россия — более 800 единиц 2Б14 на вооружении в Сухопутных войсках и 150 единиц 2Б14 в ВДВ РФ по состоянию на 2024 год[7]
- Украина — на вооружении, по состоянию на 2014 год[8]